# Goehner, Nebraska
Goehner, Nebraska (енгл. Goehner) град је у америчкој савезној држави Небраска.

## Демографија
По попису из 2010. године број становника је 154, што је 32 (-17,2%) становника мање него 2000. године.
| Група             | 2000.       | 2010.       |
| Белци             | 185 (99,5%) | 146 (94,8%) |
| Афроамериканци    | 0 (0,0%)    | 0 (0,0%)    |
| Азијати           | 1 (0,5%)    | 0 (0,0%)    |
| Хиспаноамериканци | 0 (0,0%)    | 8 (5,2%)    |
| Укупно            | 186         | 154         |